# Wuhan Stadium
O Estádio Wuhan é um estádio de futebol localizado na cidade de Wuhan, capital da província de Hubei, China. Pertence à prefeitura local, porém o Wuhan Huanghelou utiliza o estádio para mandar jogos da primeira divisão chinesa.
O Estádio Wuhan tem capacidade pra 54.357 espectadores.